# Coppa dell'Imperatore 1964
La Coppa dell'Imperatore 1964 è stata la quarantaquattresima edizione della coppa nazionale giapponese di calcio. La coppa è stata vinta dallo Yawata Steel e dal Furukawa Electric.

## Formula
Le dieci squadre partecipanti alla manifestazione vengono ripartite in due gironi all'italiana: le prime disputeranno l'incontro di finale, mentre le seconde si contenderanno il terzo posto.

## Squadre partecipanti
Gruppo A
- Kansai Daigaku
- Mitsubishi HI
- Nihon Daigaku
- Nippon Steel
- Waseda Daigaku

Gruppo B
- Furukawa Electric
- Hitachi Head Office
- Kwansei Gakuin Daigaku
- Meiji Daigaku
- Toyo Kogyo

## Risultati

### Gruppo A
| Squadra        | P.ti | G | V | P | S | RF | RS | DR  |
| -------------- | ---- | - | - | - | - | -- | -- | --- |
| Nippon Steel   | 8    | 4 | 4 | 0 | 0 | 12 | 3  | +9  |
| Waseda Daigaku | 6    | 4 | 3 | 0 | 1 | 14 | 2  | +12 |
| Mitsubishi HI  | 4    | 4 | 2 | 0 | 2 | 7  | 7  | 0   |
| Kansai Daigaku | 2    | 4 | 1 | 0 | 3 | 8  | 8  | 0   |
| Nihon Daigaku  | 0    | 4 | 0 | 0 | 4 | 2  | 23 | -21 |

|                       | YAW   | WAS   | MIT   | KAN   | NIH   |
| --------------------- | ----- | ----- | ----- | ----- | ----- |
| Yawata Steel          |       | 2 - 1 | 3 - 0 | 2 - 1 | 5 - 1 |
| Waseda University     | 1 - 2 |       | 4 - 0 | 2 - 0 | 7 - 0 |
| Mitsubishi Heavy Ind. | 0 - 3 | 0 - 4 |       | 3 - 0 | 4 - 0 |
| Kansai University     | 1 - 2 | 0 - 2 | 0 - 3 |       | 7 - 1 |
| Nihon Daigaku         | 1 - 5 | 1 - 7 | 0 - 4 | 1 - 7 |       |

- Nippon Steel qualificato alla finale per il primo posto.
- Waseda Daigaku qualificato alla finale per il terzo posto.

### Gruppo B
| Squadra                | P.ti | G | V | P | S | RF | RS | DR |
| ---------------------- | ---- | - | - | - | - | -- | -- | -- |
| Furukawa Electric      | 7    | 4 | 3 | 1 | 0 | 8  | 2  | +9 |
| Toyo Kogyo             | 5    | 4 | 2 | 1 | 1 | 8  | 5  | +3 |
| Hitachi Head Office    | 4    | 4 | 2 | 0 | 2 | 8  | 10 | -2 |
| Kwansei Gakuin Daigaku | 2    | 4 | 1 | 0 | 3 | 7  | 10 | -3 |
| Meiji Daigaku          | 2    | 4 | 1 | 0 | 3 | 6  | 10 | -4 |

|                       | FUR   | TOY   | HIT   | KWA   | MEI   |
| --------------------- | ----- | ----- | ----- | ----- | ----- |
| Furukawa Electric     |       | 1 - 1 | 2 - 1 | 1 - 0 | 4 - 0 |
| Toyo Kogyo            | 1 - 1 |       | 4 - 1 | 2 - 3 | 1 - 0 |
| Hitachi Head Office   | 1 - 2 | 1 - 4 |       | 3 - 2 | 3 - 2 |
| Kansei Gakuin Daigaku | 0 - 1 | 3 - 2 | 2 - 3 |       | 2 - 4 |
| Meiji Daigaku         | 0 - 4 | 0 - 1 | 2 - 3 | 4 - 2 |       |

- Furukawa Electric qualificato alla finale per il primo posto.
- Toyo Kogyo qualificato alla finale per il terzo posto.

### Finale per il primo posto
| Kobe 17 gennaio 1965 | Yawata Steel | 0 – 0 (d.t.s.) | Furukawa Electric |  |

### Finale per il terzo posto
| Kobe 17 gennaio 1965 | Waseda University | 1 – 2 | Tokyo Kogyo |  |